# Исара
Мегалитното светилище Исара се намира в едноименната местност на 5,5 km от град Стрелча, на връх на възвишение с надморска височина около 620 m.

## Откритие
В района на Централна Средна гора между 2010 и 2012 година са проведени мащабни проучвания към втория етап на проекта „Тракийски светилища от Западните Родопи“, организиран от Университетския научноизследователски център за древни европейски и източносредиземноморски култури, в сътрудничество с Национален археологически институт с музей при БАН – София, Народна обсерватория „Юрий Гагарин“ - Стара Загора, Регионален етнографски музей - Пловдив и студенти от трети курс специалности „Културология“ и „Култура и медии“. През лястото на 2011 г., като част от този проект се осъществява археоастрономическо заснемане на мегалитните светилища Кулата, Голяма и Малка Кочула, Исара, което даде възможност да се определи с точност времето на протичане на древните обреди тук – пролетното и есенно равноденствие при Кулата и лятното слънцестоене при Исара.

## Описание и особености
Обектът в местността Исара се намира от източната страна на шосето за град Копривщица. Светилището е оформено от три скални групи, като централно място заема внушителна сложна мегалитна арка, която погледната отгоре наподобява буквата Y. Арката е съставена е от обработени мегалитни късове, поставени един върху друг. Ориентацията на главния вход е север-юг, а от източната страна, посредством вкопаване се проектира „слънчево зайче“. По скалните групи около нея ясно личат следи от вторични скални изсичания. Височината на съоръжението е 2,80 m, а дължината 2,10 m. Светлият отвор е с височина 1,36 m на 1,10 m. На останалите две групи се наблюдават множество вкопавания в различна големина и форма. Обектът се намира в близост до светилищата Скумсале и Качулата.